# Thomas I. (Saluzzo)

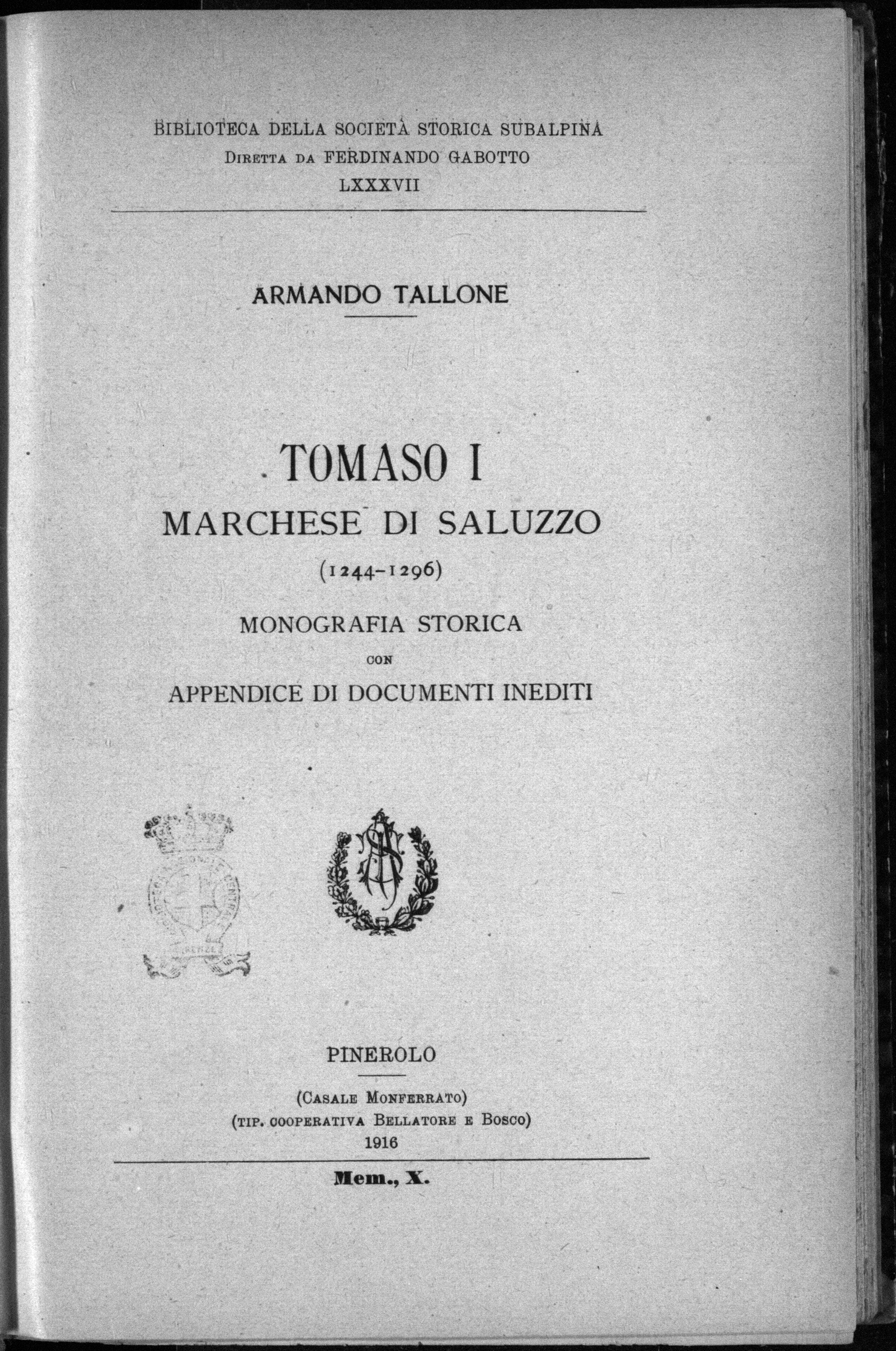
Armando Tallone, Tomaso I Marchese di Saluzzo, 1916

Thomas I. del Vasto, Markgraf von Saluzzo (* um 1239; † 1296) war ein italienischer Adliger. Ab 1244 war er Markgraf von Saluzzo.

## Herkunft
Thomas entstammte der Familie del Vasto. Er war der älteste Sohn von Markgraf Manfred III. von Saluzzo und dessen Frau Beatrix von Savoyen. Beim Tod seines Vaters 1244 war er noch minderjährig, so dass ein Regentschaftsrat die Regierung übernahm, dem auch sein Onkel Markgraf Bonifatius II. von Montferrat angehörte. Seine Mutter heiratete vor 1249 Manfred von Sizilien, einen unehelichen Sohn von Kaiser Friedrich II. Thomas wuchs daraufhin im Haushalt seiner Tante Margarete von Savoyen, der Frau von Bonifatius von Montferrat auf.

## Unterstützung von Thomas von Savoyen im Krieg gegen Asti
Nach dem Tod von Bonifatius von Montferrat 1253 übernahm dessen Onkel Thomas II. von Savoyen mit die Regentschaft in Montferrat. Thomas von Savoyen übernahm von Bonifatius auch die Vormundschaft für seinen immer noch minderjährigen Großneffen Thomas von Saluzzo, bis dieser im Folgejahr volljährig wurde. Thomas von Saluzzo unterstützte aber weiterhin Thomas von Savoyen, der sich im Piemont im Krieg mit der Stadt Asti befand. Thomas von Saluzzo gehörte dem Heer an, mit dem Thomas von Savoyen im November 1255 von einem Heer aus Asti geschlagen wurde. Sie flüchteten nach Turin, wo es aber zu einem Aufstand gegen die Herrschaft der Savoyarden kam. Daraufhin mussten sie sich ergeben und wurden gefangen genommen. Im Januar 1256 wurde Thomas von Saluzzo von Turin an Asti ausgeliefert und wenig später freigelassen. Zusammen mit seinem Cousin Markgraf Wilhelm VII. von Montferrat und anderen Adligen aus dem Piemont setzte die Angriffe aus Asti fort, bis Thomas von Savoyen im Februar 1257 freikam. Für die Freilassung seines Großonkels musste Thomas von Saluzzo Carmagnola und Mercurolio  als Pfand an Asti übergeben, bis Savoyen andere Städte an Asti abtrat.

## Kampf gegen Karl von Anjou
Ab 1260 wurde seine Herrschaft im Piemont bedroht, als Karl von Anjou, Graf der Provence versuchte, seine Macht in das Piemont auszudehnen. Mit Unterstützung der Päpste betrieb eine expansive Italienpolitik. Thomas trat der von Montferrat geführten antiangevinischen Allianz bei, musste sich jedoch nach einer militärischen Niederlage im Jahre 1267 Karl von Anjou unterwerfen. 1275 brach er sein erzwungenes Bündnis mit Karl von Anjou und schloss sich erneut einem Bündnis von dessen Gegnern an. Eine von Wilhelm von Montferrat geführte Armee im Dezember 1275 ein Heer von Karl von Anjou in der Schlacht bei Roccavione. 1278 schloss Thomas von Saluzzo ein Bündnis mit Thomas von Savoyen, Herr von Piemont. Im Sommer 1279 schlug Thomas von Saluzzo ein weiteres angevinisches Heer bei Demonte, worauf er die Besitzungen von Karl von Anjou im Piemont besetzen konnte. Im Januar 1280 empfing Thomas einen Gesandten von König Peter III. von Aragón. Ein gegen Savoyen gerichtetes Bündnis unter Führung von Wilhelm von Montferrat kam aber nicht zustande. Stattdessen setzte Thomas den Kampf gegen Karl von Anjou fort und eroberte Cuneo und weitere Besitzungen an der Grenze zur Provence.
Während seiner Herrschaft entwickelte sich die Saluzzo zu einer freien Kommune unter einem Podestà.

## Familie
Aus der Ehe mit Luisa di Ceva entstammten folgende 15 Abkömmlinge:
- Manfred IV., Markgraf von Saluzzo (1296–1334)
- Adelasia († 1292) ⚭ Richard FitzAlan, 8. Earl of Arundel († 1302) (Haus FitzAlan)
- Eleonora († nach 1315) ⚭ Konrad del Carretto, Markgraf von Savona
- Violanta 1.⚭ Opicino Spinola, Konsul von Genua († 1315); 2.⚭ Luchino Visconti, Herr von Mailand († 1349)
- Filippo († 1324), Statthalter von Sardinien 1.⚭ Sibilla di Peralta († 1321); 2.⚭ Agalbursa di Cervera
- Giovanni, Herr von Dogliani
- Bonifatius, Mönch
- Giorgio, Mönch
- Beatrix
- Aluigia
- Anna ⚭ Manfredo Beccaria
- Konstanze, Nonne
- Margherita, Nonne
- Aliana, Nonne
- Katharina, Nonne

Thomas I. von Saluzzo hinterließ folgende nicht eheliche Abkömmlinge:
- Bonifatius di Mulazzano, Herr von Mattone, Generalvikar von Saluzzo
- Lancia
- Leo

Sein Nachfolger als Markgraf von Saluzzo wurde sein Sohn Manfred IV.